# Rut (Słowenia)
Rut – wieś w Słowenii, w gminie Tolmin. W 2018 roku liczyła 42 mieszkańców.